# Aleutsky (huyện)
Huyện Aleutsky (tiếng Nga: Алеу́тский райо́н) là một huyện hành chính và tự quản (raion) của Kamchatka Krai, Nga, một trong mười một raion trong krai này. Huyện này được tạo nên từ quần đảo Komandorski ở phía đông bán đảo Kamchatka. Diện tích huyện là 1.580 kilômét vuông (610 dặm vuông Anh). Trung tâm hành chính của huyện là làng (selo) Nikolskoye. Dân số: 676 (Điều tra dân số 2010); 808 (Điều tra dân số 2002); 1,356 (Điều tra dân số năm 1989). Gần như toàn bộ dân cư sống ở Nikolskoye.